# Bogotá
Bogotá este capitala Columbiei, și totodată capitala departamentului Cundinamarca. Actualmente este o metropolă populată de peste 8.000.000 locuitori în perimetrul urban. În componența conglomeratului urban intră 20 localități, fiind a 4-a comunitate urbană din America de Sud, după São Paulo, Buenos Aires și Rio de Janeiro. Orașul este sediul principal al Guvernului Național. Primarul este ales pentru un mandat de 4 ani, și împreună cu Consiliul Districtual, numesc primari în localitățile subordonate.

## Istoria
Bogotá, înainte de invazia spaniola era numit Bacata, și era centrul civilizației Muisca. Așezământul european a fost fondat la 6 August, 1538, de Gonzalo Jiménez de Quesada și a fost numit "Santa Fé de Bacatá" dupa locul sau de naștere și numele localitații indigene. Numele modern „Bogotá” l-a primit la înființarea vice regatului Noua Granada, și orașul a devenit unul dintre cele mai înfloritoare localități ale ocupației spaniole.
În 1810-11 cetățenii orașului s-au revoltat împotriva dominației spaniole, dar au trebuit sa suporte trupele spaniole care au controlat orașul până în 1819, când Simon Bolivar a capturat orașul după victoria de la Boyacá. Atunci Bogotá a fost declarată capitala Columbiei Mari, federație ce cuprindea actualele teritorii ale statelor Panama, Columbia, Venezuela și Ecuador. Când republica a fost dizolvată în părțile ei constituente, Bogota a rămas capitala Noii Granade, care a devenit ulterior Republica Columbia.
În 1956, municipalitatea Bogotei a reunit alte municipalități din împrejurimi formând „Districtul Special”.
În constituția din 1991, Bogotá a fost confirmată ca fiind capitala Columbiei sub denumirea „Santa Fé de Bogotá”, de asemeni a fost schimbată și categoria - „District Capital”.
În August 2000 denumirea oficială a capitalei a fost schimbată din nou în „Bogotá”.

### Steagul
Steagul Bogotei își are originea în mișcarea insurgenților contra autorităților coloniale care a început la 10 iulie 1810. În timpul acestei răscoale, insurgenții purtau pe braț brasarde cu bande roșii și galbene și aceste culori erau cele de pe steagul Spaniei care a fost cel folosit ca steag al Noulul Regat al Granadei
În Octombrie 9, 1952, exact 142 de ani dupa aceste evenimente, decretul 555 din 1952 oficial și definitiv a adoptat banderola patriotică ca steag al Bogotei.
Steagul este împărțit vertical în două, prima jumătate fiind galbenă iar a doua jumătate fiind roșie. Culoarea galbenă reprezintă virtutea justiției, clemența, bunăvoința, așa-numitele "calități pământești" (definite ca noblețe, excelență, bogăție, generozitate, splendoare, sănătate, stabilitate, bucurie și prosperitate), viață lungă, eternitate, putere și constanță. Culoarea roșie arată virtuțile milei, ca și curajul, noblețea, valoarea, îndrăzneală, victoria și onoarea.

## Geografie

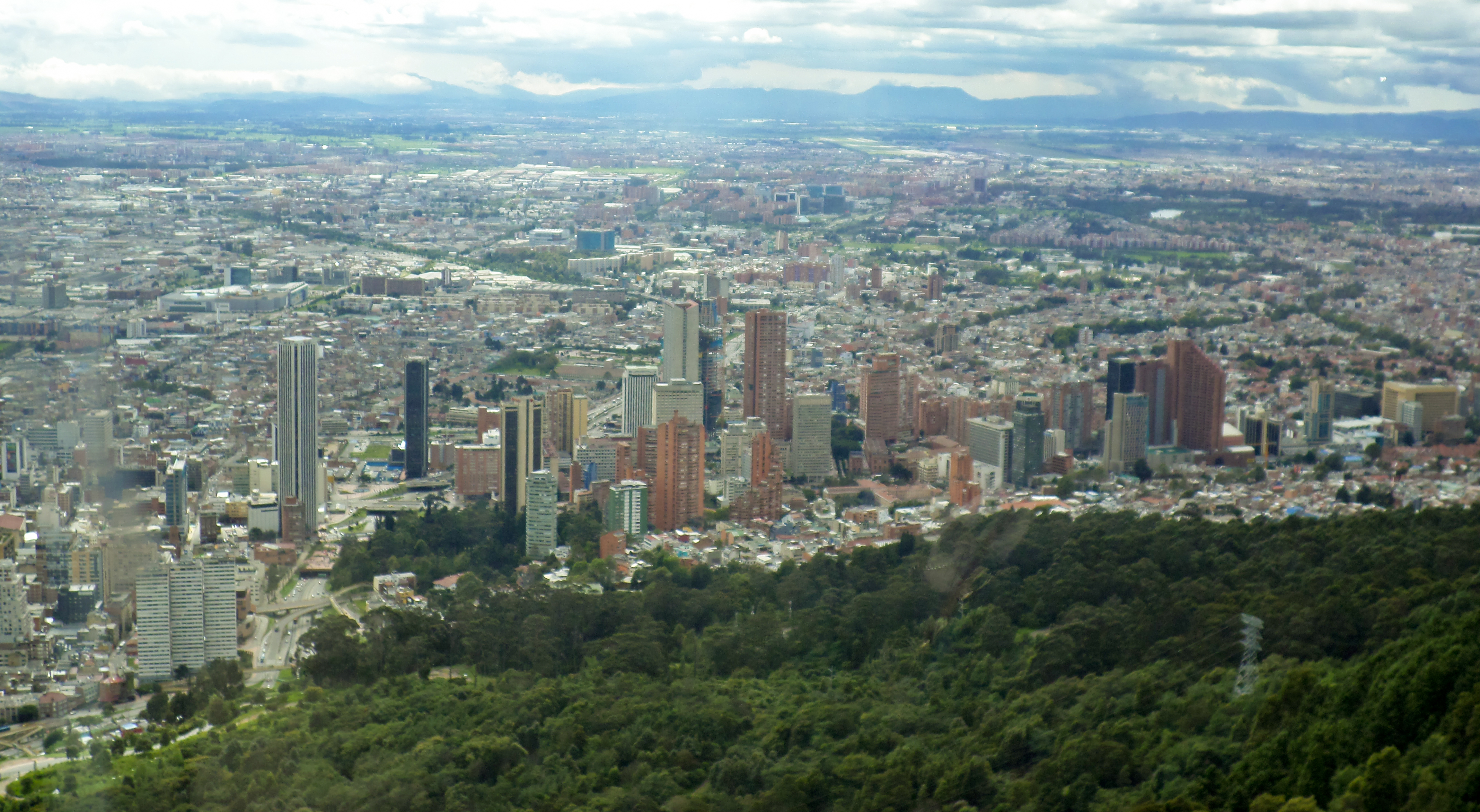
Bogotá în 2018

Bogotá este așezată la o altitudine de 2640 m (8660 ft) deasupra nivelului mării în Cordiliera de Est, în nordul munților Anzi. Orașul este situat la baza a doi munți, Guadalupe și Monserrate. Pe vârfurile acestor munți care depășesc 3200 m (10.500 ft) înălțime, se află două mici biserici care sunt foarte vizitate de turiști și de localnici.

## Transport

### Interurban
În 1919 a fost inaugurat primul aeroport al orașului, care a fost înlocuit în 1959 cu Aeroportul Internațional El Dorado. Este cel mai important terminal aerian în Columbia, prin intermediul a numeroase companii, sunt zboruri naționale și internaționale. Aeroportul beneficiază de una dintre cele mai mari piste de aterizare din lume. În 1998 a fost inaugurată a doua pistă, asftel devenind unul dintre cele mai importante din America Latină.  Ocupă primul loc în America Latină, după cantitatea de marfă transportată, și al treilea după numărul de pasageri transportați. 
CATAM (Comando Aéreo de Transporte Militar), este anexa militară a aeroportului, destinată zborurilor militare și guvernamentale. 
Alte aeroporturi care deservesc Bogota ar fi aeroportul  Guaymaral situat în nordvestul orașului în localitatea Suba, destinat aeronavelor mici și serviciilor polițienești și baza aeriană militară  FAC (Fuerza Aérea Colombiana) situată în vecinătatea municipiului Matrid,Columbia.
Rutier
Feroviar
Multe persoane împreună cu familile lor pot lua trenul de agrement, în special duminica. În weekend-uri, trenul merge din Bogota în Zipaquirá și Nemocón, orașe apropiate de Bogotá.

### Intraurban
În anul 1991 a fost sistat serviciul de transport cu troleibuzul, compania de transport Trolebús de Bogotá, încheinduși activitatea. Compania opera, în particular, și troleibuze românești DAC. Acest sistem de transport a fost înlocuit cu TransMilenio.
De asemenea, există un număr de peste 28.000 vehicule, autobuze și microbuze, operate de 66 companii private.
Serviciile taxi sunt înalt apreciate. Turiștilor li se recomandă de a lua mașinile din zonele gărilor, aeroportului, sau să comande unul la telefon. La ore târzii nu se recomandă de a lua mașinile din stradă.

## Personalități născute aici
- Antonio Nariño (1765 – 1824), om de stat, luptător pentru independență;
- Jorge Tadeo Lozano (1771 – 1816), scriitor, om politic;
- Rafael Pombo (1833 – 1912), poet;
- Ezequiel Uricoechea (1834 – 1880), om de știință;
- Rufino José Cuervo (1844 - 1911), lingvist, filolog;
- Nicolás Gómez Dávila (1913 - 1994), filozof;
- Lou Castel (n. 1943), actor;
- Juan Manuel Santos (n. 1951), om politic, laureat Nobel pentru Pace;
- Andrés Pastrana Arango (n. 1954), președinte al Columbiei;
- Juan Pablo Montoya (n. 1975), pilot de curse;
- Catalina Sandino Moreno (n. 1981), actriță;
- Mariana Duque Mariño (n. 1989), jucătoare de tenis;
- Sebastián Saavedra (n. 1990), pilot de curse;
- Carlos Huertas (n. 1991), pilot de curse;
- Tatiana Calderón (n. 1993), femeie-pilot de curse.